# Eilean Chaluim Chille
Eilean Chaluim Chille est une île du Royaume-Uni située en Écosse dans les Hébrides extérieures à l'embouchure du Loch Erisort.